# هيو موت
هيو موت (بالإنجليزية: Hugh Mott)‏ هو عسكري أمريكي، ولد في 14 يوليو 1920، وتوفي في 5 يونيو 2005.